# Leopold Abraham Ries
Leopold Abraham Ries (Groningen, 15 april 1893 – New York, 10 juli 1962) was een Nederlandse thesaurier-generaal.

## Thesaurier
De jurist Ries was een kind van een welgestelde Joodse textielhandelaar uit Groningen. Hij studeerde van 1913-1917 rechten aan de Rijksuniversiteit Groningen. Tijdens zijn studie raakte hij intiem bevriend met Eelco van Kleffens, later minister van Buitenlandse Zaken, en met Harro Bouman, later advocaat, met wie hij later nog veel te maken zou krijgen. Ries was homoseksueel; nog op de universiteit zocht hij contact met Jacob Schorer, de stichter van de Nederlandse tak van het Wissenschaftlich-humanitäre Komitee van Magnus Hirschfeld, de eerste Nederlandse organisatie die zich met homoseksualiteit bezighield.
Na zijn studie ging Ries in Den Haag wonen, waar hij bij het ministerie van Financiën ging werken. Slechts 28 jaar oud werd hem vanwege zijn verdiensten al een ridderorde verleend. In 1927 werd hij waarnemend thesaurier-generaal; acht jaar later werd hij benoemd tot thesaurier-generaal. In deze jaren was hij veelvuldig betrokken bij onderhandelingen met de Duitse regering over financiële en economische zaken.

## De zaak-Ries
Op 25 mei 1936, een dag na terugkomst uit Berlijn, toen hij juist rapport had uitgebracht bij minister-president Colijn werd Ries gearresteerd. Een zeventienjarige jongen had aan de politie verteld dat hij voor geld seksuele omgang met Ries had gehad. Ofschoon deze jongen bekendstond als een pathologische leugenaar, werden al zijn verklaringen voor waar aangenomen, terwijl iedere ontkenning van Ries veronachtzaamd werd. Diens huis werd doorzocht en zijn persoonlijke correspondentie in beslag genomen. De zaak-Ries, zoals zij spoedig werd genoemd, veroorzaakte grote publiciteit. Ook werden er naar de verklaringen van de zeventienjarige nog acht andere mannen gearresteerd. Volgens krantensuggesties zouden er nog veel meer arrestaties volgen. Dat gebeurde echter niet, en Ries werd na enkele dagen vrijgelaten. Van de acht anderen kregen er slechts twee een voorwaardelijke vrijheidsstraf; de anderen werden vrijgesproken. Wel werden alle betrokkenen door hun werkgevers ontslagen.
Ries werd verdedigd door zijn jeugdvriend, de advocaat Harro Bouman, maar ook het Tweede Kamerlid ds. A. van der Heide (1872-1953) kwam voor hem op, onder meer met een omvangrijke brochure. Minister van Justitie J. van Schaik en zijn collega van Financiën P.J. Oud werden in de Tweede Kamer scherp ondervraagd over de affaire, speciaal bij de behandeling van de begroting van beide departementen. Ook Bouman schreef in 1936 een brochure waarin de hele zaak uit de doeken werd gedaan. Was Ries terecht ontslagen? Bij de beslissende zitting van de Kamer over de begrotingsbehandeling op 24 november 1936 werd er een nachtrapport uit 1923 geproduceerd waaruit zou hebben gebleken dat Ries toen overwogen had om seks te hebben met een soldaat die zich daartoe aanbood; tot enigerlei daad was het niet gekomen. Ook bleek hij in 1932 aanwezig geweest te zijn op een homofeest, waar echter evenmin ontucht was gepleegd. Desondanks werd de begroting aangenomen en daarmee was Ries' ontslag definitief.
De zaak-Ries was een van de sprekendste vooroorlogse voorbeelden van discriminatie van homoseksuelen. Hoewel de thesaurier-generaal geen enkel strafbaar feit kon worden aangewreven, werd hij ondanks zijn voortreffelijke staat van dienst ontslagen vanwege zijn homoseksuele aanleg.

## Emigratie
In 1937 verliet Ries Nederland. Eerst vestigde hij zich in Frankrijk, later samen met zijn verweduwde moeder in Portugal. Daar ontmoette hij Eelco van Kleffens, die hem in 1941 een baan aanbood bij de Vrije Nederlandsche Omroep in de Verenigde Staten. Daarna werd hij redacteur van de Knickerbocker Weekly, een weekblad ter behartiging van de Nederlandse belangen in de Verenigde Staten. Na 1947 was hij werkzaam voor de internationale handelsmaatschappij Müller & Co.
Hij had in New York veel contact met een aantal daar verblijvende Nederlanders, onder anderen Jan Greshoff, Adriaan van der Veen en Arnold Tammes, evenals met de Vlaming Marnix Gijsen. Hij ontmoette er ook de toen aan Amherst College in Massachusetts studerende dichter Hans Lodeizen, de homoseksuele zoon van zijn werkgever, de puissant rijke Nederlandse directeur van Müller & Co. Na diens vroege dood in 1950 prepareerde Ries zijn gedichten voor publicatie, waarvan de in 1952 gepubliceerde, sterk uitgebreide versie van Lodeizens debuut Het innerlijk behang het resultaat was. Ries verliet de Verenigde Staten niet meer en overleed in New York in 1962.
Een halve eeuw na zijn dood werd de openhartige, sardonische correspondentie (1923-1962) tussen Ries en zijn advocaat Bouman uitgegeven door de zoon van de laatste, Hessel Bouman (1933-2018). Deze behandelen de Nederlandse en Amerikaanse politiek, literatuur, de Tweede Wereldoorlog en de Jodenvervolging.